# Matt Groening
Matthew Abram Groening (známý jako Matt Groening, * 15. února 1954 Portland, Oregon, USA) je karikaturista a tvůrce animovaných seriálů Simpsonovi, Futurama a Rozčarování. V současnosti je jejich producentem a scenáristou.

## Život a dílo
Pochází z pěti dětí animátora a producenta Homera a učitelky Margaret Groeningových. Jeho starší bratr se jmenuje Mark a sestry jsou Patty, Lisa a Maggie. Jeho bratrancem je režisér a scenárista Craig Bartlett.
Během studia na Lincolnově střední škole v Portlandu byl studentským prezidentem. Již tehdy kreslil. Potom vystudoval Evergreen State College v Olympii ve státě Washington, kde byl v posledním roce studia redaktorem školních novin.
V roce 1987 se oženil s Deborah Caplanovou, v roce 1991 se jim narodil syn Homer a v roce 1993 syn Abe. Manželství skončilo rozvodem v roce 1999.
V polovině 80. let 20. století se přestěhoval do Los Angeles, kde pracoval jako novinář. Mimo jiné pokračoval v kreslení komiksu Life in Hell (Život v pekle), který dosud vychází v mnoha novinách a byl vydán v sérii knih School is Hell (Škola je peklo), Love is Hell (Láska je peklo), Work is Hell (Práce je peklo) a The Big Book of Hell (Velká kniha pekla). Life in Hell si získal pozornost hollywoodského producenta a zakladatele Gracie Films Jamese Brookse, který sháněl vatu do pořadu The Tracey Ullman Show vysílaného stanicí Fox. Proto je požádal o sérii krátkých skečů. Později byl formát rozšířen, 17. prosince 1989 byl poprvé odvysílán dvacetiminutový díl (v češtině Vánoce u Simpsonových). Pozornost, kterou nový seriál vzbudil, mu pak vynesla místo v hlavním vysílacím čase.
Je rovněž autorem surrealistického komiksu Akbar and Jeff, jehož postavičky se poprvé objevily v roce 1984 v Life in Hell.
Jeho další velmi úspěšný animovaný seriál Futurama se na obrazovkách objevil v roce 1999, poslední díl vyšel v roce 2013. V roce 2018 vytvořil svoji první produkci pro Netflix, animovaný seriál Rozčarování.

## Zajímavosti
- Jméno Groening může být odvozeno od města Groningen na severu Nizozemí.
- V mládí byl ovlivněn černým humorem anglického karikaturisty Ronalda Searla.
- Je členem rokenrolové skupiny Rock Bottom Remainders, která je tvořena převážně spisovateli.
- Je levák, stejně jako jeho postavičky Bart Simpson, Marge Simpsonová, Ned Flanders, pan Burns a Vočko.
- Dne 15. února 2012 obdržel svoji hvězdu na Hollywoodském chodníku slávy.[3]